# RS-68 (motor de foguete)
O RS-68 é um motor de foguete de alta performance,  movido a combustíveis líquidos
criogênicos, no caso, LH2 e LOX. Desenvolvido pela Pratt & Whitney Rocketdyne
e usado no Delta IV.
O RS-68 é o maior motor usando hidrogénio líquido, produzido no Mundo. O desenvolvimento desse motor começou nos anos 90,
com o objetivo de produzir um motor mais simples e barato para o foguete Delta IV. Esse motor tem três versões: a original
RS-68, uma evolução desta, a RS-68A, e a RS-68B para a NASA.